# British Army

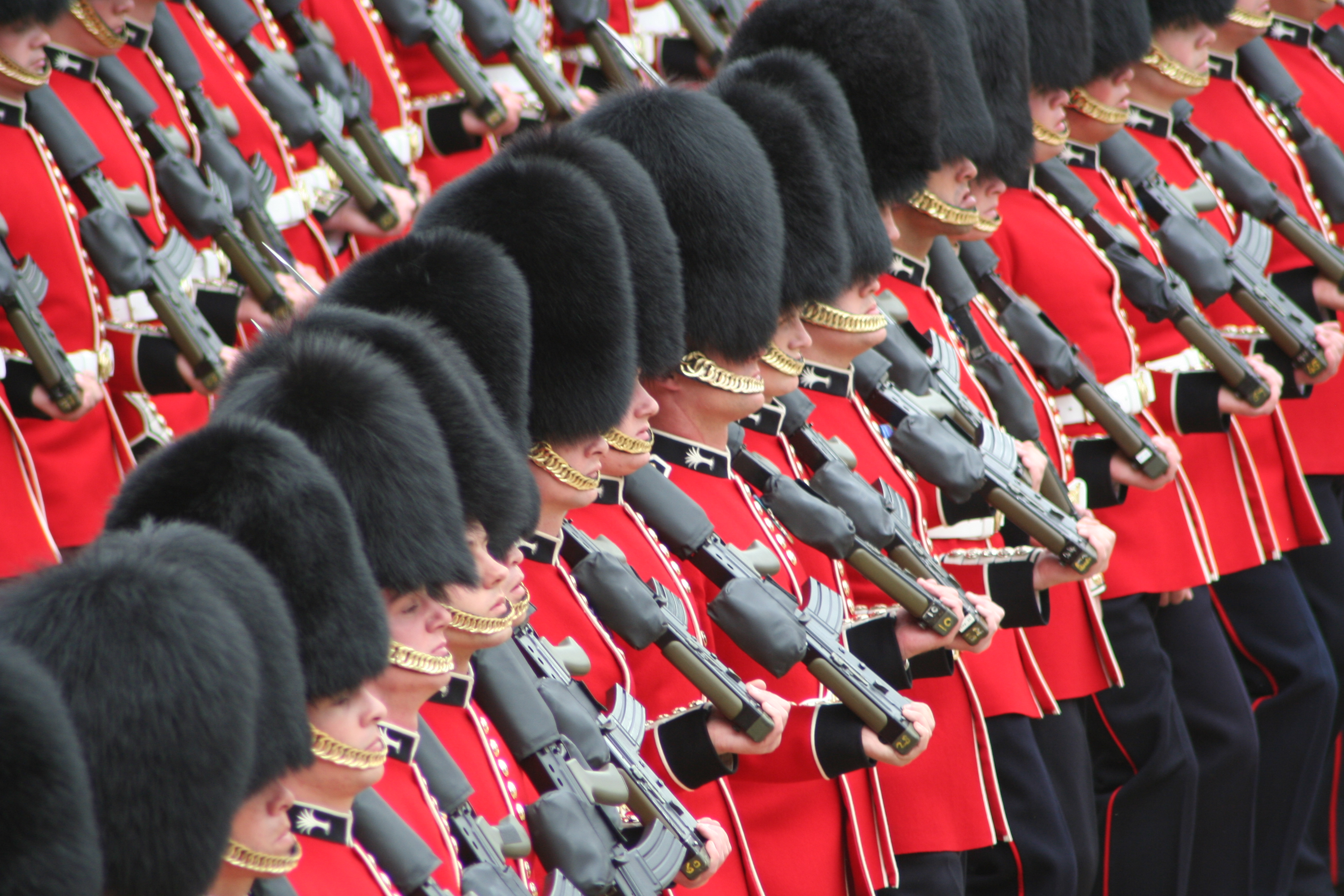
Eine Gardeeinheit der Welsh Guards in der typischen roten Paradeuniform beim jährlichen Trooping the Colour zu Ehren ihrer Oberbefehlshaberin, Königin Elisabeth II.

British Army [ˌbrɪtɪʃ ɑːmɪ], deutsch britisches Heer, ist die Bezeichnung der Landstreitkräfte des Vereinigten Königreiches. Im Unterschied zu den beiden anderen Teilstreitkräften des Vereinigten Königreichs, der Royal Air Force und der Royal Navy, trägt die British Army nicht den Zusatz Royal im Namen, was ihrer Tradition als Parlamentsarmee entspricht – stattdessen tragen eine Vielzahl britischer Regimenter innerhalb des Heeres diesen Zusatz.
Sie ist formell dem britischen Monarchen als Oberbefehlshaber der Gesamtstreitkräfte unterstellt. Seit 1962 besteht die British Army ausschließlich aus Freiwilligen. Größere Einsätze seitdem waren in Nordirland, Falkland, Kosovo, Afghanistan und im Irak.

## Geschichte

### Gründung
Bis zum englischen Bürgerkrieg 1642 gab es weder in England noch in Schottland ein stehendes Heer. Als Leibwache des Monarchen fungierten die Yeomen of the Guard und die Gentlemen at Arms. Im Kriegsfall stellte der Adel dem Monarchen eine bestimmte Anzahl an Soldaten bereit. Zusätzlich wurden Söldner angeworben. Während des Bürgerkrieges erwies sich diese Praxis aus Sicht der Zentralregierung jedoch als bedenklich, da es Oliver Cromwell gelang, viele Soldaten für das Parlamentsheer zu gewinnen. Um diese – für jede Zentralregierung gefährliche – Schwachstelle zu beseitigen, stellte das Parlament auf Betreiben Cromwells bereits während des Bürgerkrieges erstmals ein stehendes Heer auf, die New Model Army. Nach der Wiedereinsetzung der Monarchie behielt Karl II. dieses Prinzip bei und unterzeichnete am 26. Januar 1661 die offizielle Gründungsurkunde der English Army. Sie wurde seit dem Act of Union 1707, bei dem die schottischen Regimenter in die Armee integriert wurden, als British Army bezeichnet.

### Bill of Rights
1689 begrenzte das Parlament den Einfluss des Monarchen auf das Militär. Es lehnte ein stehendes Heer in Friedenszeiten ab, da es dem Monarchen auch als innenpolitisches Machtinstrument dienen könnte. Durch die Bill of Rights 1689 durfte ein stehendes Heer nur mit Zustimmung des Parlaments existieren. Bis heute muss das Parlament daher jährlich das Bestehen des Heeres genehmigen, wobei es sich inzwischen aber um einen rein formalen Akt handelt. Forderungen, dem Monarchen die Kontrolle über die Armee komplett zu entziehen, konnten nicht durchgesetzt werden, so dass er bis heute der alleinige Oberbefehlshaber der British Army ist.

### British Empire

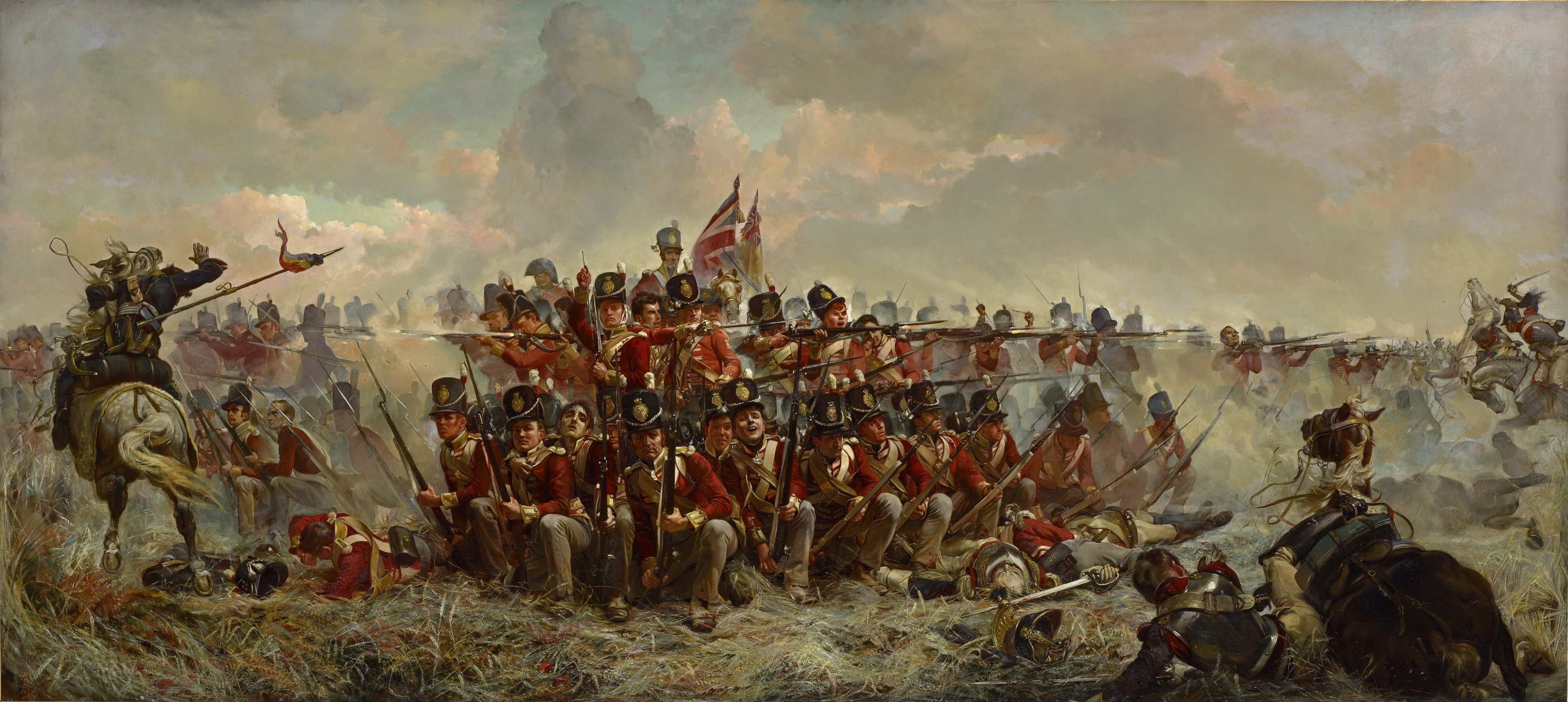
Britische Infanterie in der Schlacht bei Quatre-Bras (1815)

Vom späteren 18. Jahrhundert bis zum Beginn des 20. Jahrhunderts war Großbritannien die dominierende Weltmacht mit uneingeschränkter Vormachtstellung. Obwohl stets die Royal Navy als maßgebliches Instrument der Expansion des British Empire angeführt wird, spielte auch die British Army eine entscheidende Rolle. Für die Verteidigung der Kolonien gegen andere Nationen und Aufständische war die Armee unerlässlich. Jedoch auch bei der Eroberung neuer Kolonien spielten die Bodentruppen eine wesentliche Rolle, da Großbritannien die Territorien bis weit ins Landesinnere kontrollieren wollte und damit außerhalb des Wirkungsbereiches der Royal Navy agiert werden musste.
Im Gegensatz zu den Heeren in Frankreich und Deutschland war die britische Armee in dieser Zeit keine Massenarmee und es existierte auch keine Wehrpflicht. Die britischen Regimenter wurden in einem Rotationssystem in der Heimat oder in den Kolonien eingesetzt.
Feldzüge der British Army in dieser Zeit:
- Amerikanischer Unabhängigkeitskrieg (1775–1783)
- Napoleonische Kriege (1793–1815)
- Erster Opiumkrieg (1839–1842)
- Zweiter Opiumkrieg (1856–1860)
- Krimkrieg (1854–1856)
- Sepoy-Aufstand (1857)
- Zulukrieg (1879)
- Besetzung Ägyptens (1882)
- Mahdi-Aufstand (1885–1899)
- Burenkrieg (1899–1902)

#### British Indian Army
Nach der Niederwerfung des Sepoy-Aufstandes wurde 1858 die Britisch-Ostindische-Handelsgesellschaft (British East India Company) aufgelöst. Die Territorien der Kompanie wurden der Krone unterstellt und die Indian Army wurde die Armee der britischen Regierung von Indien. Die Indian Army umfasste zu diesem Zeitpunkt sowohl britische als auch indische Einheiten. Zu Beginn des 20. Jahrhunderts wurden durch den Oberbefehlshaber Lord Kitchener umfangreiche Reformen durchgeführt. Die Army of India bestand von 1903 bis 1947 aus:
- Truppen lokaler Soldaten mit britischen Offizieren (Indian Army)
- britische Truppen, die für einen bestimmten Zeitraum (20 Jahre) nach Indien kommandiert waren (British Army in India)

### Einsätze in Europa
Während sich das British Empire stetig vergrößerte, hatte man in Europa aber auch im eigenen Land mit erheblichen Krisen zu kämpfen. In der Folge der Glorious Revolution 1688 gab es Kämpfe um den englischen Thron, die erst mit der Schlacht bei Culloden endeten. Diese war zugleich die letzte Schlacht, die jemals auf britischen Boden ausgetragen wurde.
Auf dem europäischen Festland versuchte Großbritannien, sich aus den Streitigkeiten zwischen den drei Großmächten Frankreich, Spanien und Österreich herauszuhalten. Dennoch kam es 1701 zum Spanischen Erbfolgekrieg, in dem sich Großbritannien gegen Frankreich stellte, um dessen weitere Expansion zu verhindern. Auch in den Napoleonischen Kriegen kam der British Army eine entscheidende Rolle beim Sieg über Napoleon zu. Letztlich führte der Sieg der Alliierten Streitkräfte (Großbritannien, Niederlande, Hannover, Braunschweig, Nassau) und der preußischen Armee in der Schlacht von Waterloo unter dem Kommando des britischen Feldmarschalls Wellington und des preußischen Marschalls Blücher zum Ende des napoleonischen Reiches. Des Weiteren war die British Army auch am Krimkrieg gegen Russland beteiligt.

### Der Erste Weltkrieg

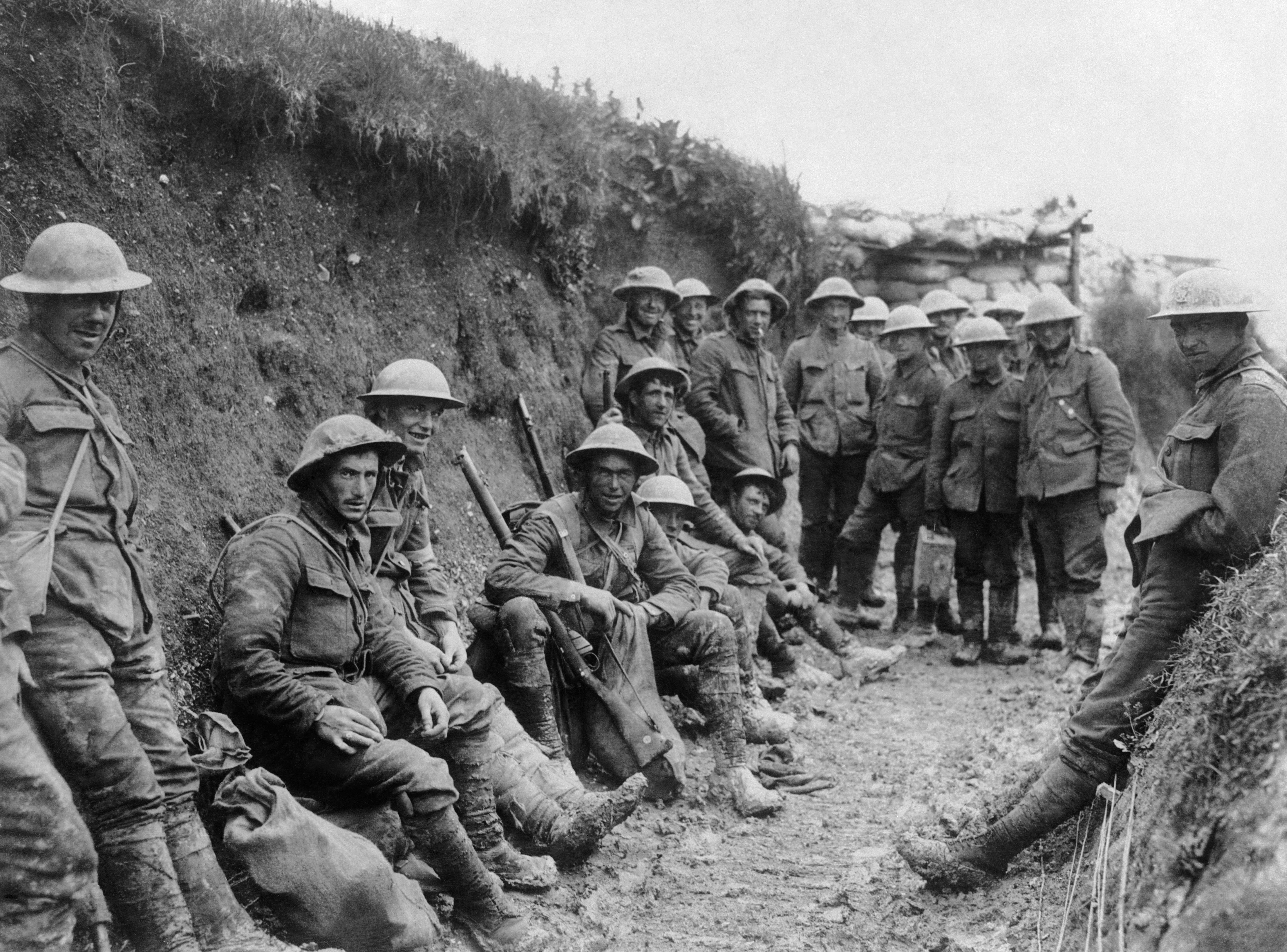
Einheiten der Royal Irish Rifles in der Schlacht an der Somme 1916

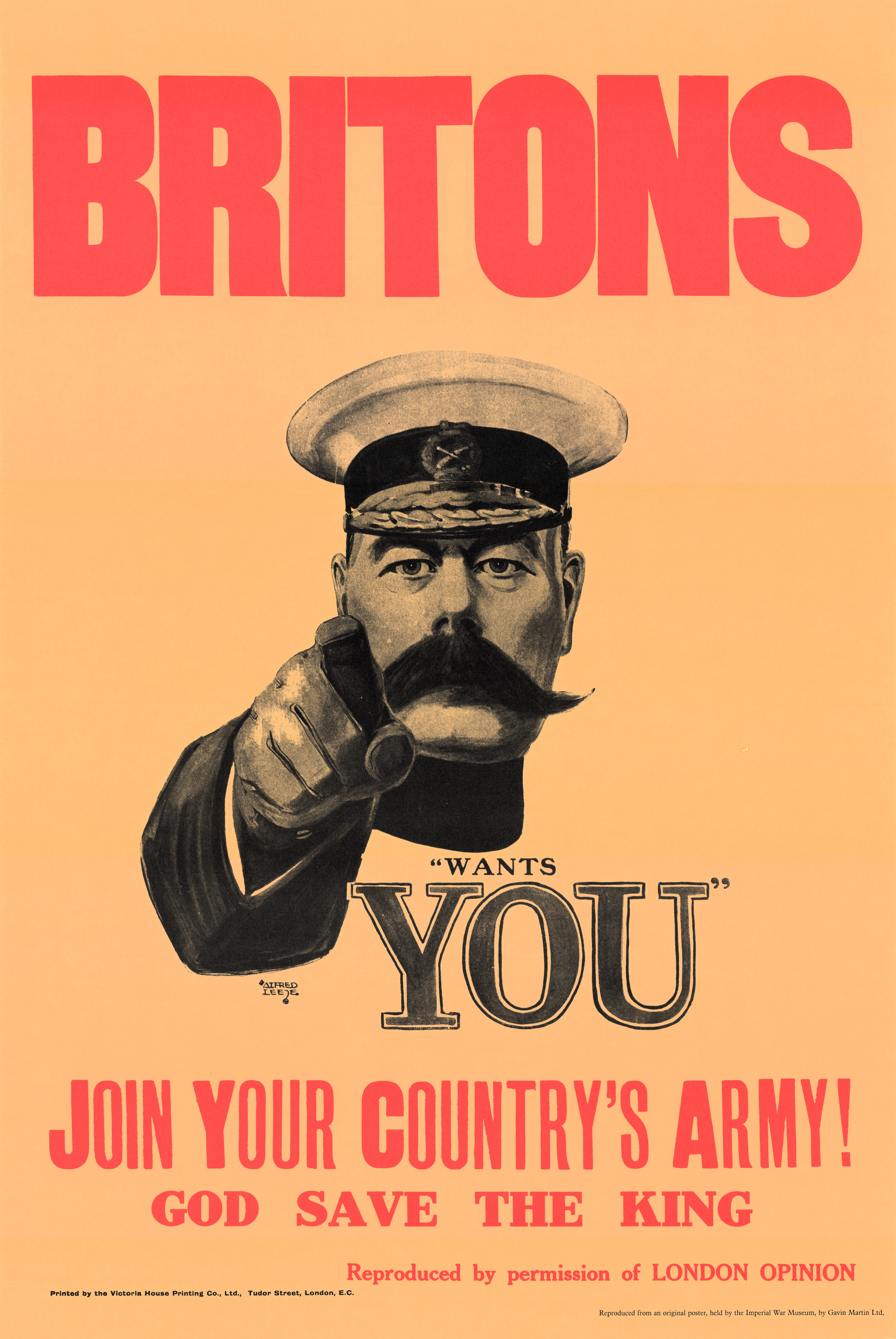
„Lord Kitchener Wants You“: Plakat von Alfred Leete (1882–1933), 1914

Bereits vor dem Beginn des Ersten Weltkrieges hatte das Deutsche Reich die Vormachtstellung Großbritanniens in Frage gestellt. Da Großbritannien sich mit Frankreich und Russland zur Triple Entente verbündet hatte, kam es 1914 zur ersten militärischen Konfrontation zwischen den beiden Staaten. Die British Expeditionary Force traf in Belgien und Nordfrankreich auf das deutsche Heer. Zu Beginn des Krieges musste die Armee den Bedingungen des modernen, mit großen Wehrpflichtarmeen geführten Krieges angepasst werden. Deshalb wurde von Kriegsminister Horatio Herbert Kitchener ein Programm zur Aufstellung einer Massenarmee (Kitcheners Armee) ins Leben gerufen. Aufgrund der hohen Zahl von Freiwilligen konnte vorerst noch von einer Wehrpflicht abgesehen werden. John French hatte das Gros der alten Berufsarmee als British Expeditionary Force nach Frankreich geführt, deren Einsatz die Marneschlacht mitentschied. Wegen seiner kraftlosen und unentschlossenen Führung wurde French für die britischen Fehlschläge und hohen Verluste der Folgezeit verantwortlich gemacht und im September 1915 durch seinen Stellvertreter, den bisherigen Oberbefehlshaber der 1. Armee Douglas Haig ersetzt. 1916 kam es zur Einführung der Wehrpflicht in Großbritannien. Im Verlauf des Krieges wurden über 900.000 Soldaten des Britischen Empire getötet und etwa zwei Millionen verletzt. Allein in der Schlacht an der Somme verlor die British Army etwa 419.000 Soldaten. Neben Nordfrankreich/Belgien waren vor allem die Kriegsschauplätze im nahen Osten von Bedeutung (siehe z. B. Schlacht von Gallipoli und Mesopotamienfront (Erster Weltkrieg)). Der Erste Weltkrieg war der verlustreichste Krieg in der Geschichte der British Army. Erstmals kamen hier technische Neuerungen wie Flugzeuge und Panzer zum Einsatz, die das Gesicht späterer Kriege prägen sollten. Im Frühjahr 1918 war mit der Royal Air Force die erste in Form einer Teilstreitkraft organisierte Luftwaffe der Welt entstanden. Sie war zum größten Teil aus dem bislang der Army unterstellten Royal Flying Corps hervorgegangen.

### Der Zweite Weltkrieg
Der Einsatz der British Army im Zweiten Weltkrieg begann mit einer herben Niederlage. Im Mai 1940 wurde das Britische Expeditionskorps von der deutschen Wehrmacht bei Dünkirchen eingekesselt. Hitlers Haltebefehl vom 24. Mai 1940 verschaffte ihm einige Tage Zeit, einen Verteidigungsring um Dünkirchen zu organisieren. Es kam zur Schlacht von Dünkirchen.
In der größten Rettungsaktion der britischen Streitkräfte (Operation Dynamo) wurden innerhalb einer Woche 220.000 britische und 120.000 französische Soldaten nach Großbritannien evakuiert. Im späteren Verlauf des Krieges wendete sich schließlich das Blatt mit der Schlacht von El Alamein, der Landung in Italien und der Invasion in der Normandie sowie dem anschließenden Einmarsch in Deutschland. Im Pazifik besiegte die British Army die japanischen Truppen in Burma. Während des Zweiten Weltkrieges begannen die Briten, Spezialeinheiten aufzustellen. Diese verübten Handstreiche und Hinterhalte und agierten in kleinen Einheiten hinter den feindlichen Linien wie die Long Range Desert Group und der Special Air Service, in dem sie später aufging.

### 1945–1990
Mit dem Zusammenbruch des British Empire nach dem Zweiten Weltkrieg wurde die British Army drastisch verkleinert und die globalen Einsätze reduziert. Am 20. Oktober 1952 wurde Großbritannien Atommacht; am 15. Mai 1957 testete es zum ersten Mal eine Wasserstoffbombe (Siehe Liste). Die britischen Atomstreitkräfte heißen UK Nuclear Deterrent Forces.
1963 wurde die Wehrpflicht abgeschafft, die zu diesem Zeitpunkt fast ein halbes Jahrhundert in Kraft war.
Im Jahr 1972 wurde das Hauptquartier der britischen Landstreitkräfte (HQ UK Land Forces) in Wilton gegründet um die bisherigen Bereiche Northern Command, Southern Command und Western Command zusammen zu führen. Die britischen Landstreitkräfte waren damit, im Wesentlichen, zwei Armeekommandos unterstellt. Das andere war die Britische Rheinarmee, in Deutschland.
Die größten Truppenkontingente befanden sich in Deutschland, um die Bedrohung durch die Sowjetunion bzw. den Warschauer Pakt abzuwehren. Zeitweise waren bis zu 80.000 britische Soldaten zu diesem Zweck in Westdeutschland stationiert. In der Zeit des Kalten Krieges führten technische Neuerungen zu einer bis dahin nicht gekannten Schlagkraft der British Army. So erhielt die British Army beispielsweise mit dem Challenger 1 einen der leistungsstärksten Kampfpanzer der Welt.
Die British Army war gleichwohl auch weiterhin weltweit aktiv. Einsätze im Koreakrieg und der Sueskrise (1956) sowie in Oman und Malaysia gehörten zu den letzten Konflikten im Stil einer Kolonialmacht. 1982 im Falklandkrieg waren neben 5000 Royal Marines etwa 20.000 Soldaten der British Army an der Rückeroberung der Falklandinseln beteiligt. Besonders stark war die British Army seit den 1960ern in Nordirland vertreten. Der Kampf gegen die Irisch Republikanische Armee (IRA) sowie die Eindämmung der phasenweise bürgerkriegsähnlichen Zustände waren hier ihre Hauptaufgaben.

### Seit 1990

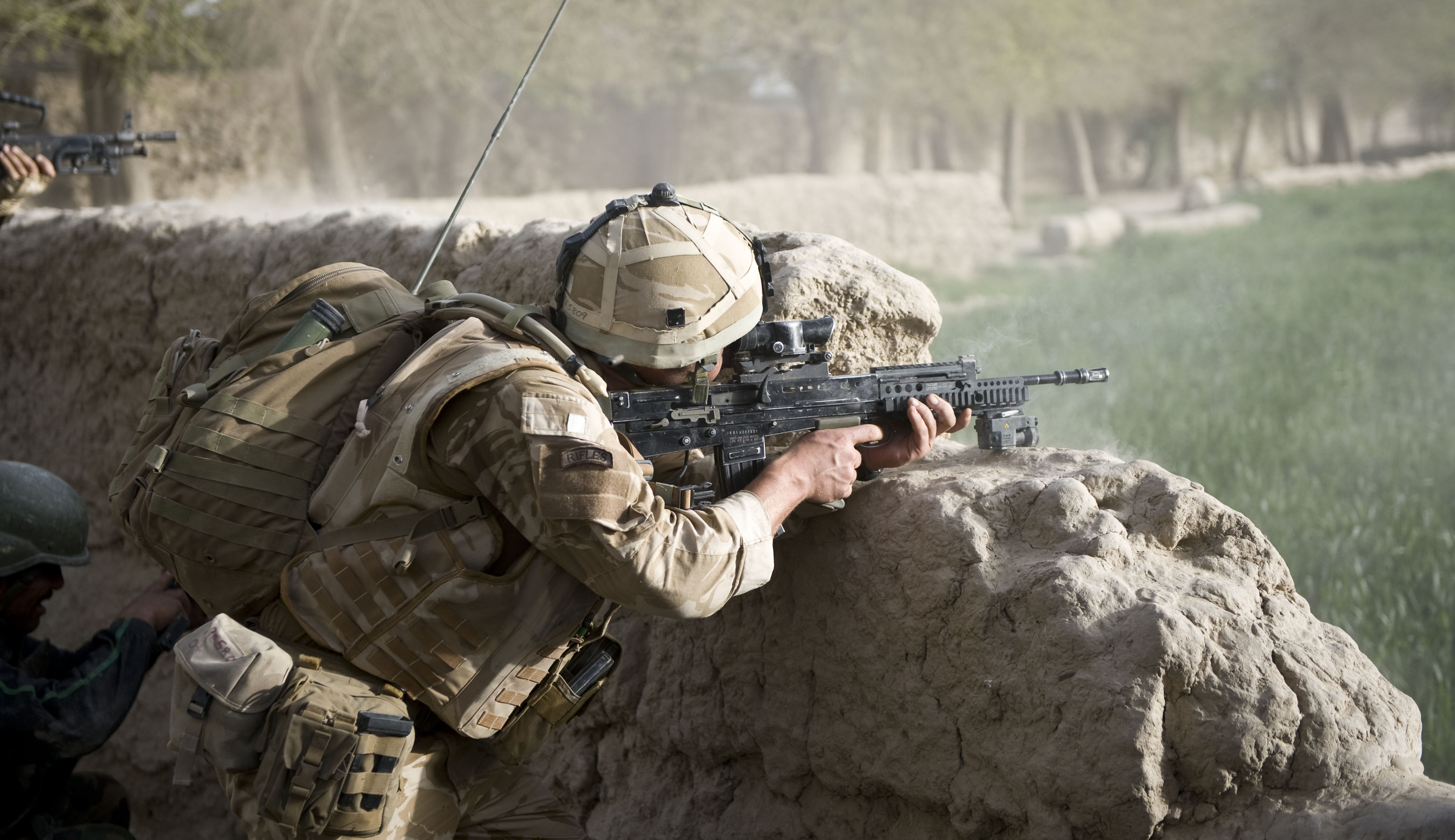
Eine Einheit der Rifles in Afghanistan 2009

Nach dem Ende des Kalten Krieges wurde die British Army um fast 100.000 Soldaten reduziert. Sie entwickelte sich schnell zu einer spezialisierten, global operierenden Eingreiftruppe. In den Kriegen gegen den Irak 1991 und 2003 stellte Großbritannien jeweils das zweitgrößte Truppenkontingent nach den USA. Einsätze auf dem Balkan gehören nun ebenso zum Aufgabenspektrum der British Army wie Kriseninterventionen und der Kampf gegen den Terrorismus. Um diese Aufgaben effektiv bewältigen zu können, fand bereits in den frühen 1990ern eine wesentliche Umstrukturierung der britischen Streitkräfte statt. Die Kooperation zwischen den drei Teilstreitkräften wurde intensiviert und durch gemeinsame Kommandozentren koordiniert. Hierdurch verschwanden teilweise die Grenzen zwischen den Waffengattungen und die Flexibilität der Streitkräfte wurde deutlich erhöht. Mit Ausnahme der USA hat keine andere Nation mehr Soldaten im Ausland stationiert und führt mehr globale Einsätze durch als das Vereinigte Königreich.
Im Jahr 1995 übernahm das HQ UK Land Forces die Kontrolle über die Truppen in Deutschland und den meisten anderen Orten. Es wurde zum HQ Land Command und übernahm am 1. April 1995 die Kontrolle über fast alle Kampf- und Kampfunterstützungseinheiten der britischen Armee. Das Hauptquartier befand sich in den Erskine Barracks, in der Nähe von Salisbury.
Am 31. Juli 2007 wurde die Operation Banner, der Einsatz der Armee in Nordirland, beendet. Mit 38 Jahren war es die längste andauernde Operation in der Geschichte der Armee des Vereinigten Königreichs.

Die damalige britische Regierung (Kabinett Cameron I) befürwortete 2010 kurz nach ihrem Amtsantritt in ihrem verteidigungspolitischen Strategiepapier Strategic Defence and Security Review einen Abzug der in Deutschland stationierten Truppen bis 2020. Angesichts der aggressiven Außenpolitik Russlands ist diese Entscheidung 2018 zurückgenommen worden.

## Organisation der British Army

### Oberbefehl
Der Oberbefehlshaber der britischen Armee (Commander-in-Chief of the Forces) war der militärische / fachliche Führer der britischen Landstreitkräfte von Mitte des 17. Jahrhunderts bis 1904. Aufgrund der Neuordnung der Heeresverwaltung legte Lord Roberts 1904 das Amt als Oberbefehlshaber nieder, das nun nicht mehr besetzt wurde. Die Funktion des ranghöchsten Soldaten der britischen Armee wurde von 1904 bis 1908 vom Chief of the General Staff und ab 1908 vom Chief of the Imperial General Staff (Chef des Reichsgeneralstabes) übernommen. Dieser war der Chef des Generalstabes der britischen Landstreitkräfte bis 1964. Seit 1964 wird der militärische Führer der Army Chef des Generalstabes genannt.

### Vertikale Organisation

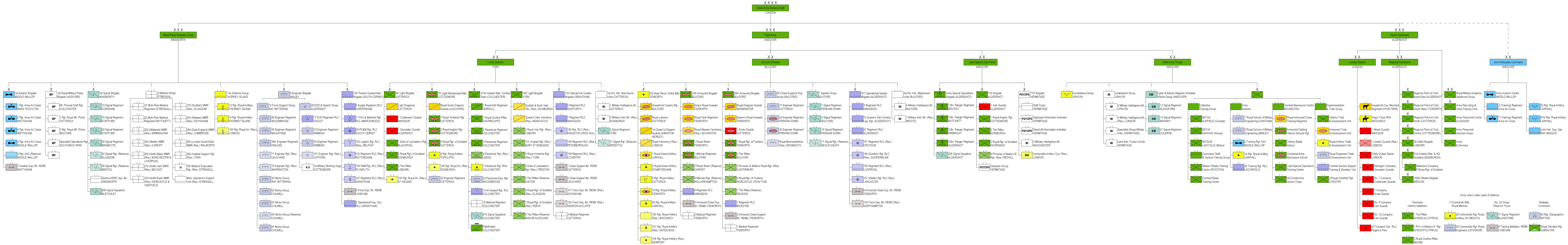
British Army operative Organisation 2025

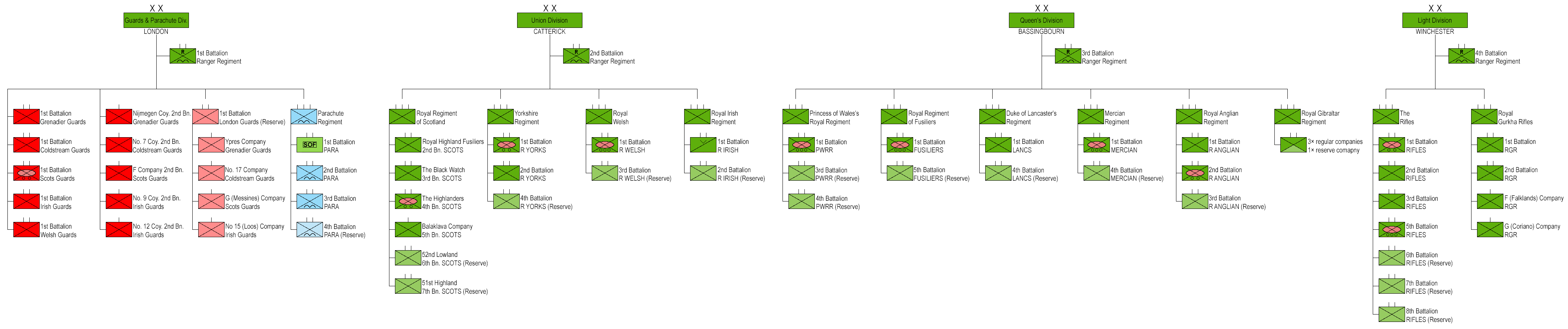
British Army Infantry administrative Organisation 2025

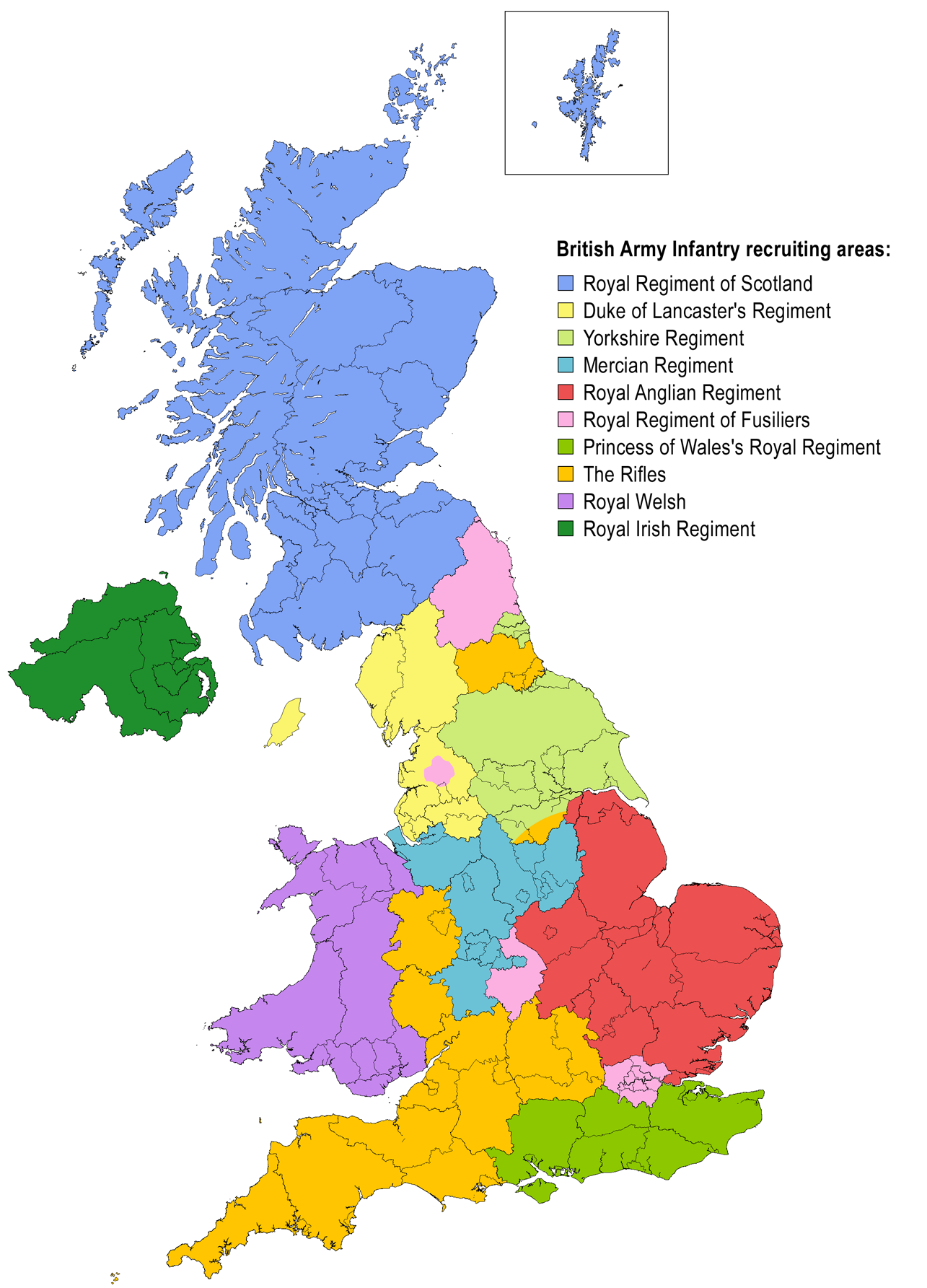
Rekrutierungsbereiche der British Army Infantry

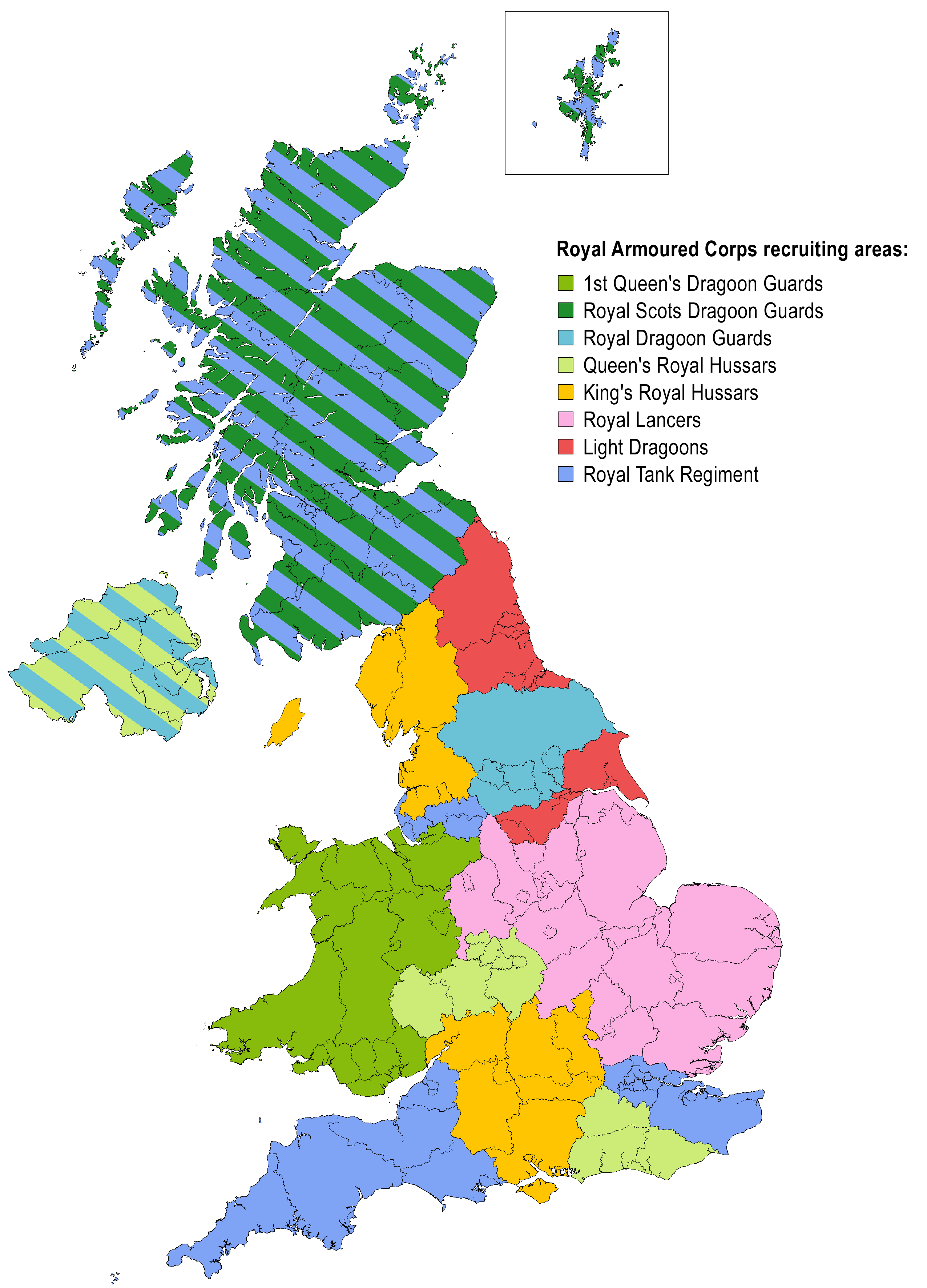
Rekrutierungsbereiche des Royal Armoured Corps

Die British Army ist die größte Teilstreitkraft der britischen Streitkräfte mit 112.760 Mann.
Die British Army besteht aus den zwei Komponenten:
- Regular Army mit in Vollzeit dienenden Berufssoldaten
- Army Reserve, aus rund Dreißigtausend nebenberuflich in Teilzeit übenden Reservisten (jede Woche ein Abend, jeden Monat ein Wochenende, jedes Jahr ein zweiwöchiges Lager[6]).

Bis 2014 hieß die Army Reserve (dt. Reserveheer) Territorial Army und war in eine eigene Division gegliedert. Seitdem sind die Reservisten-Bataillone direkt den Divisionen und Brigaden der Regular Army unterstellt und sind regelmäßig mit einem regulären Bataillon zu dessen Verstärkung verpaart. Für 2022 ist für die im Befehlsbereich der 1st (United Kingdom) Division agierenden Infanterie- und Panzereinheiten der Army Reserve die Zusammenfassung in der dafür reaktivierten 19th Brigade geplant.
Die Armee gliedert sich in drei Divisionen und mehrere unabhängige Brigaden. Im Einsatz bildet die Army Battlegroups. Das sind gemischte Formationen aus Panzern, Infanterie, Artillerie, Pionieren und Unterstützungseinheiten. Typischerweise sind diese Einheiten 600 bis 700 Mann stark und werden von einem Lieutenant Colonel geführt. Aufgrund des wachsenden Engagements der British Army im Krieg in Afghanistan wurden 2008 eine Brigade (11th Light Brigade) und ein Divisionsstab (6th Division) neu aufgestellt.
Die Struktur der British Army ist aufgrund der vielfältigen Traditionen äußerst kompliziert. Das Regiment ist die wichtigste Einheit in der British Army und besteht in den meisten Waffengattungen heute aus einem einzigen Bataillon. Eine Ausnahme bilden die „großen“ Regimenter der Infanterie, welche bis zu acht Bataillone administrativ verwalten. Operativ unterstehen alle Bataillone jedoch den Brigaden. Die Regimenter sind Träger der Traditionspflege und organisieren die lokale Rekrutierung.
Einige Infanterieregimenter unterstehen vier administrativen Divisionen. So unterstehen z. B. die fünf aktiven und die zwei territorialen Bataillone mit schottischen Traditionen administrativ dem Royal Regiment of Scotland (Königliches Regiment von Schottland), welches wiederum administrativ der Scottish, Welsh and Irish Division (Schottisch-Walisisch-Irische Division) untersteht. Operativ unterstehen die schottischen Bataillone jedoch den Brigaden der Regular Army. Die Regular Army und die Army Reserve unterstehen beide dem Commander-in-Chief Land Command (CINCLAND) (Oberbefehlshaber des Heeres).

### Regular Army
- Commander, Field Army:
  - Allied Rapid Reaction Corps
    - 1st Signal Brigade
    - 7th Air Defence Group
    - 8th Engineer Brigade
    - 104 Theatre Sustainment Brigade

  - 1st (UK) Division
    - 4th Light Brigade Combat Team
    - 7th Light Mechanised Brigade Combat Team
    - 16th Air Assault Brigade Combat Team
    - 19th Brigade
    - 102 Operational Sustainment Brigade
    - 1st (UK) Division Information Manoeuvre Units

  - 3rd (UK) Division
    - 1st Deep Recce Strike Brigade Combat Team
    - 12th Armoured Brigade Combat Team
    - 20th Armoured Brigade Combat Team
    - 7 Signal Group
    - 25th (Close Support) Engineer Group
    - 101 Operational Sustainment Brigade
    - 3rd (UK) Division Information Manoeuvre Units

  - Field Army Troops
    - Army Special Operations Brigade
    - 11th Brigade
    - 77th Brigade
    - Surveillance Group
    - Understand Group
    - Cyber and Electro Magnetic Activities Effects Group
    - 2nd Medical Group
    - Land Warfare Centre

  - Home Command
    - Headquarters London District
    - Headquarters Regional Command
      - Regional Point of Command South West
      - Regional Point of Command South East
      - Regional Point of Command Centre
      - Regional Point of Command North
      - 38th (Irish) Brigade
      - 51st Infantry Brigade and Headquarters Scotland
      - 160th (Welsh) Brigade

    - Royal Military Academy Sandhurst Group
    - Army Recruiting and Initial Training Command

  - Joint Aviation Command (Komponente Army Air Corps)
    - 1st Aviation Brigade Combat Team

  - Provost Marshal
    - 1st Military Police Brigade (Operativ Teil der 3rd (UK) Division)

### Regimenter der British Overseas Territories

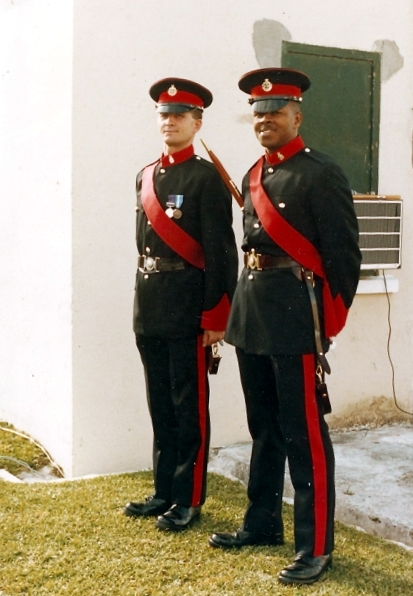
Bermuda Regiment Warrant Officers

Bestandteil der britischen Armee sind Verbände der Territorial Army die in vier verbleibenden britischen Überseegebieten stationiert und auch bedingt rekrutiert werden. Die Regimenter von Bermuda und Malta werden zusammen als achtundzwanzigster Verband in der Rangfolge der Regimenter der britischen Armee aufgeführt.
- Bermuda Regiment
- Royal Gibraltar Regiment
- Falkland Islands Defence Force
- Royal Montserrat Defence Force

### Administrative Infanteriedivisionen
Neben den zuvor genannten Divisionen, die nach operativem Einsatzzweck gebildet sind, sind die Infanterieregimenter außerdem in administrativen Divisionen organisiert. Diese sind für die Verwaltung der ihnen unterstellten Regimenter zuständig, insbesondere Rekrutierung und Ausbildung. Dabei gibt es einen Mix aus Funktion (Garde, Fallschirmjäger, Rifles) und Zuständigkeit nach Region. Die folgende Einteilung ist seit 30. September 2022 in Kraft:
- Guards and Parachute Division (Garde- und Fallschirmdivision)
  - Fußgarden (5 Bataillone (1×SFA), 5 inkrementelle Kompanien, 1 Reserve-Bataillon)
  - Parachute Regiment (2 Bataillone, 1 Reserve-Bataillon) Fallschirmjägerregiment
    - Ein weiteres Bataillon zählt nicht zur Infanterie, weil es eine Spezialeinheit ist.

  - 1 Rangerbataillon
- Union Division (Unionsdivision)
  - The Royal Regiment of Scotland (3 Bataillone (1×SFA), 1 inkrementelle Kompanie, 3 Reserve-Bataillone)
  - The Yorkshire Regiment (2 Bataillone, 1 Reserve-Bataillon)
  - The Royal Welsh (1 Bataillon, 1 Reserve-Bataillon)
  - The Royal Irish Regiment (1 Bataillon, 1 Reserve-Bataillon)
  - 1 Rangerbataillon
- Queen’s Division (Division der Königin)
  - Princess of Wales’s Royal Regiment (Queen’s and Royal Hampshires) (1 Bataillon, 2 Reserve-Bataillone)
  - The Royal Regiment of Fusiliers (1 Bataillon, 1 Reserve-Bataillon)
  - The Royal Anglian Regiment (3 Bataillone (1×SFA), 1 Reserve-Bataillon)
  - The Duke of Lancaster’s Regiment (1 Bataillon, 1 Reserve-Bataillon)
  - The Mercian Regiment (1 Bataillon, 1 Reserve-Bataillon)
  - The Royal Gibraltar Regiment (teilaktiv: HQ-Kompanie (mit Artillerie), 2 Kompanien, 1 Reserve-Kompanie)
  - 1 Rangerbataillon (plus 1 Gurkha-Kompanie)
- Light Division (Leichte Division)
  - The Rifles (4 Bataillone (1×SFA), 3 Reserve-Bataillone)
  - The Royal Gurkha Rifles (2 Bataillone)
  - 1 Rangerbataillon (plus 1 Gurkha-Kompanie)

SFA-Bataillon: Ein in der Rolle der Security Force Assistance eingesetztes Bataillon ist in der Stärke auf ungefähr 250 Soldaten halbiert.
Inkrementelle Kompanien sind Stellvertreter ansonsten deaktivierter Bataillone als auch Grundstock für deren mögliche Reaktivierung. Sie werden im repräsentativen Wachdienst und bei offiziellen Zeremonien (public duty and state ceremonial) eingesetzt.
Das einer Division zugeordnete Rangerbataillon ist die bevorzugte Einheit für Aspiranten aus den anderen Einheiten der Division. Ein Rangerbataillon hat eine Planstärke von ungefähr 250 Soldaten und ist für jeweils eine Weltregion zuständig (Westafrika, Ostafrika, Naher Osten, Europa). Derzeit sind 2 Rangerbataillone durch je eine selbstständige Kompanie der Royal Gurkha Rifles verstärkt.

## Ausstattung

### Handwaffen
- Browning HI-Power – Pistole im Kaliber 9 × 19 mm
- Sig Sauer P226 – Pistole im Kaliber 9 × 19 mm
- Glock 17 – Pistole im Kaliber 9 × 19 mm, ersetzt nach und nach die Browning HI-Power
- HK MP5 – Maschinenpistole im Kaliber 9 × 19 mm
- SA80 (Gewehr: L85A1 bzw. L85A2 bzw. L85A3 Karabiner: L22A2) – leichte Infanteriewaffe von der RSAF, Kaliber 5,56 × 45 mm
- Diemaco/Colt Canada C7 – aus Kanada stammendes Gewehr basierend auf dem M16A3
- L96 – Scharfschützengewehr, Kaliber 7,62 mm (AI UK)
- L115A1 – Scharfschützengewehr, Kaliber .338 Lapua Magnum (AI UK)
- M82 – Scharfschützengewehr, Kaliber .50 in (Barrett „Light Fifty“, USA)
- GPMG – leichtes Maschinengewehr (General Purpose Machine Gun), Kaliber 7,62 mm
- FN Minimi – leichtes Maschinengewehr 5,56 × 45 mm NATO-Code AB24, verschiedene Ausführungen (FN Belgien)

### Artillerie und Flugabwehr
- AS90-Panzerhaubitze
- L118 Light Gun Leichte Haubitze
- Rapier-Flugabwehrrakete
- Sky-Sabre-Flugabwehrraketensystem
- GMLRS-Mehrfachraketenwerfer
- Starstreak High Velocity Missile

### Panzer
- ca. 200 Challenger 2 (Kampfpanzer)
- FV-430-Serie
- Warrior (Schützenpanzer)
- Scorpion (Späh- und Infanterieunterstützungspanzer 76 mm BK) Combat Vehicle Reconnaissance (Tracked) CVR(T)
  - Scimitar (Variante des Scorpion als Späh- und Infanterieunterstützungspanzer 30 mm BK)
  - Spartan (Variante des Scorpion als Aufklärungs- und Schützentransportpanzer)
  - Samson (Variante des Scorpion als Bergepanzer)
  - Sultan (Variante des Scorpion als Befehlsstand- und Führungspanzer)
  - Samaritan (Variante des Scorpion als Sanitätspanzer)
- Ajax (Erprobung gestoppt, Indienststellung fraglich[9])
- Boxer (ersetzt Mastiff 2 in Dienst)

### Geschützte Fahrzeuge
- Mastiff 2 (schwer gepanzertes Patrouillenfahrzeug)
- Panther (Führungsfahrzeug; ab 2009)
- Saxon (geländegängiges und bewaffnetes Patrouillenfahrzeug)
- Vector (Patrouillenfahrzeug)
- Jackal (Späh-Radfahrzeug)
- Viking BVS10
- Springer
- Wolfhound
- Husky
- Land Rover SNATCH 2

### Hubschrauber
- Apache
- Lynx
- Gazelle
- Bell 212
- Squirrel
- Lynx Wildcat
- Wolfhound

### Flugzeuge
- Defender

### Unbemannte Fluggeräte
- Desert Hawk
- Watchkeeper WK450
- Prox Dynamics PD-100[10]

## Einsätze
Die britische Armee ist zurzeit in über 80 Ländern stationiert. Die Einsätze im Ausland variieren dabei von Manövern und Trainingseinrichtungen bis hin zu Kriegseinsätzen und Friedensmissionen.

## Dienstgrade
|  |  |  |  |

|  |  |  |  |  |  |  |

|  |  |  |  |  |  |  |

|  | Kein Abzeichen | Kein Abzeichen |

1. ↑  Wie am Namen zu erkennen, ist der Brigadier (OF-6) zwar meist Kommandeur einer Brigade, aber heute, im Gegensatz zu vielen anderen Armeen, nicht mehr Angehöriger der Generalität.
2. 1 2 3 4  Die Abzeichen der zwei höchsten Unteroffizierdienstgrade sind allgemein für den WOI das königliche Wappen und für den WOII die königliche Krone. Allerdings sind bei speziellen Dienstposten für Warrant Officers die Abzeichen zusätzlich durch einen Kranz umrandet, und zwar einerseits bei WOI, die im Royal Logistic Corps den Posten eines Conductor innehaben und andererseits bei WOII auf dem Dienstposten eines Quartermaster Sergeant sowie bei sämtlichen WOII des Royal Army Medical Corps und des Regiments 9th/12th Royal Lancers (seit 2015 Royal Lancers).
3. ↑  Der Rang der Soldstufe OR-7 weist eine Besonderheit auf: Der Dienstgrad Colour Sergeant wird ausschließlich bei den Royal Marines und den Infanterieregimentern der British Army verwendet, in allen anderen Einheiten der britischen Landstreitkräfte lautet dieser Dienstgrad Staff Sergeant.